# Río Prípiat

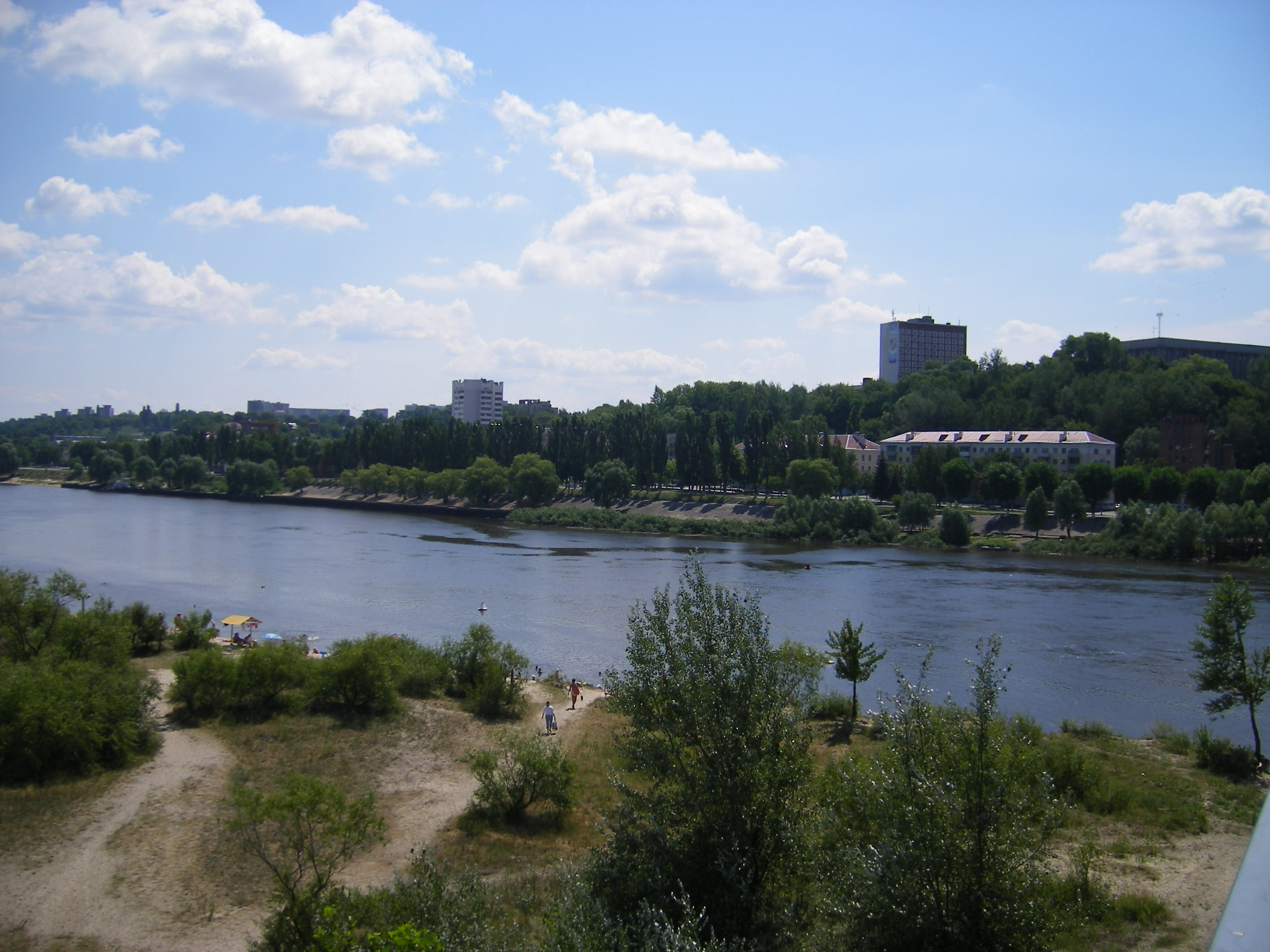
El río Prípiat en Mózyr (Bielorrusia).

El río Prípiat, también transcrito a veces como Prypiat o Pripyat (en bielorruso: Прыпяць, Prypiać; en ucraniano: Прип’ять; en ruso: Припять; en polaco: Prypeć) es uno de los principales afluentes del río Dniéper, el más importante por cuenca, que discurre generalmente en dirección este a través de Bielorrusia y Ucrania. Tiene una longitud de  710 km y una cuenca hidrográfica de 121 000 km².
Las principales ciudades que atraviesa son Pinsk y Mózyr. También cruza la zona de exclusión establecida alrededor de la central nuclear de Chernóbil, el lugar donde se produjo el desastre nuclear del año 1986. Es, por tanto, un río contaminado con radioisótopos en el que la concentración de cesio-137 en sus sedimentos sigue incrementándose.

## Etimología del nombre
Se han propuesto al menos tres etimologías para el nombre del río:
- en idiomas eslavos, la raíz pri significa «cerca» y pyat «cinco», haciendo tal vez referencia a un río que tiene una confluencia con otros cinco ríos;[cita requerida]

- podría derivar de la palabra local pripech, usada para un río con orillas arenosas;[1]

- del nombre balto-occidental Preipente, que significa «el río hasta las espuelas»[cita requerida], dado que el Prípiat tiene muy poco fondo en algunos lugares habitados por los baltos occidentales.

## Geografía
El río Prípiat nace en el extremo noroeste de Ucrania, en el óblast de Volinia, a unos 10 km de la frontera con Polonia (que en este tramo es el curso del río Bug Occidental; al otro lado de la frontera, a menos de 20 km, está la importante ciudad polaca de Włodawa). El Prípiat fluye primero en dirección noreste, bordeando el parque nacional Sac'kij Prirodnjij por su extremo meridional. Pasa por la localidad de Ratno y se vuelve cada vez más en dirección este, recibiendo por la derecha a los ríos Turija (de 184 km) y Stochid (de 188 km). Luego entra brevemente en el óblast de Rivne por su esquina noroeste y enseguida abandona Ucrania y se adentra en Bielorrusia.
Entra en Bielorrusia por su frontera meridional, discurriendo por el voblast de Brest. Tras un corto tramo en dirección norte llega a la ciudad de Pinsk, donde recibe al corto río Pina (de 40 km). Pinsk, con 129 935 hab. en 1999, es la principal ciudad que atraviesa el río en todo su recorrido y en ella nace el canal Dniéper-Bug, un canal artificial de 196 km construido en el siglo XVIII hasta la ciudad de Brest, que une el Prípiat con el río Bug Occidental.
Luego el Prípiat se vuelve hacia el este, discurriendo por la depresión poco poblada de la Polesia, donde se encuentra con una zona de extensos pantanos. A unos 20 km de Pinsk recibe por la izquierda al río Yaselda (de 242 km) y poco después, por la margen opuesta, primero al río Styr (de 494 km) y luego al río Horyn (de 659 km), el principal de todos sus afluentes. Recibe luego, por la izquierda, al río Sluch (de 228 km) y alcanza al poco la pequeña localidad de Turau (3200 hab. en 2002). Luego recibe por la derecha al río Scviha (de 178 km) y llega un tramo en el que el río bordea por el norte el parque Pripyatski y que acaba al recibir, también por la margen derecha, al río Ubort (de 292 km). Tras cruzar la pequeña localidad de Petrikov, recibe, por la margen izquierda, al más importante de sus afluentes septentrionales, el río Pitichi (de 422 km). Llega luego el Prípiat a la ciudad de Mózyr (111 770 hab.  estimados en 2004), la segunda en importancia de su discurrir, donde el curso del río se encuentra de nuevo entre orillas más sólidas.
Después de esta localidad, el Prípiat vira y fluye en dirección sureste. Atraviesa entonces la zona de 30 km en torno a la central nuclear de Chernóbil, donde se produjo la catástrofe nuclear. Poco antes de la ahora ciudad fantasma de Prípiat (fundada en 1970 para construir la central de Chernóbil, ahora abandonada y que llegó a tener casi 50 000 hab.), el río vuelve a entrar en territorio ucraniano. Justo casi al final de su curso recibe al último de sus afluentes, también por la derecha, el río Uzh (de 256 km). Luego desemboca por la margen izquierda en el Dnieper, a unos 25 km aguas abajo de Chernóbil y a unos 80 km al norte de la ciudad de Kiev, la capital del país, en un tramo en el que el Dniéper está embalsado, en la cola del gran embalse de Kiev (construido en 1960-66).

### Los pantanos del Prípiat o de Pinsk

Verdeante paisaje del valle del Prípiat.

El valle del Prípiat constituye el mayor humedal de Europa. Son los pantanos de Prípiat o de Pinsk. En la década de los años 1960 se drenó parte de la zona pantanosa. Afortunadamente, aun así se salvaron grandes extensiones.
En el valle del Prípiat hay dos parques nacionales bielorrusos: el Pripyatski (fundado en 1996 sobre la ribera derecha del río, entre las localidades de Turav y de Petrikav), y la reserva radioecológica, que se corresponde con la zona más contaminada por la catástrofe de Chernóbil, en parte con acceso prohibido a los humanos, pero que acoge fauna silvestre de gran interés.
El parque Prypyatski protege un área de  825,29 km² y fue creado en 1996 como parque de conservación del paisaje y reserva natural hidrológica. Su longitud, de este a oeste, es de  64 km y tiene  27 km de norte a sur. Además de los bosques típicos del valle del Prípiat, el parque comprende numerosos cursos de agua aunque el Prípiat discurre fuera del área protegida. Se extiende por una zona de relieve muy moderado.

### Afluentes
El Prípiat tiene numerosos afluentes, siendo los más importantes los siguientes, en dirección aguas abajo:
- el río Turija (Турія), por la margen derecha, de 184 km y una cuenca de 2900 km²;
- el río Stochid (Стохід), por la margen derecha, de 188 km y una cuenca de 3150 km²;
- el río Pina (Пі́на), que le aborda por la margen izquierda, de solo 40 km y que confluye en la ciudad de Pinsk;
- el río Yaselda (Ясельда), por la margen izquierda, con una longitud de 242 km, y que confluye a unos 20 km al este de la ciudad de Pinsk.
- el río Styr (Стир), por la margen derecha, un río de 494 km y una cuenca de 13 100 km², que nace en la región de Lutsk, en Ucrania;
- el río Horyn (Гарынь), por la margen derecha, un río de 659 km y una cuenca de 22 700 km², A su vez, tiene un largo subafluente, el río río Sluch (Случ), de 451 km y una cuenca de 13 800 km²;
- el río Sluch (Случ), por la margen izquierda, de 228 km y una cuenca de 5260 km²;
- el río Scviha (Ствига), por la margen derecha, de 178 km y una cuenca de 5440 km²;
- el río Ubort (Уборть), por la margen derecha, de 292 km y una cuenca de 5280 km²;
- el río Pitichi, o Pcic (Пціч), por la margen izquierda, de 422 km y una cuenca de 9470 km²;
- el río Uzh (Уж), por la margen derecha, de 256 km y una cuenca de 8080 km²;

## Navegación

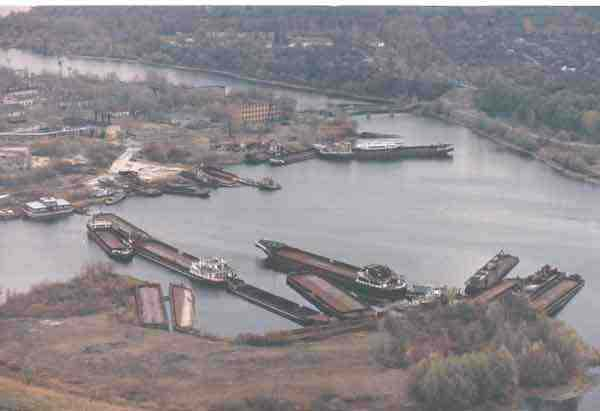
El río Prípiat se usa intensamente por buques contenedores bielorrusos y ucranianos.

El Prípiat es navegable a partir de la ciudad de Pinsk, hasta su confluencia con el Dniéper. Después de Pinsk, se construyó un canal a finales del siglo XVIII, uniendo el Prípiat con el Bug Occidental hacia la cuenca del Vístula, a nivel de Brest. Este canal Dniéper-Bug une las vías navegables del Vístula, sobre todo polacas, con las vías navegables del Dniéper. Esta ruta internacional se ve interrumpida por una presa construida cerca de Brest en el río Bug. Es aún más lamentable dado que es la única forma de navegar por agua dulce desde la Europa occidental (principalmente París, Bruselas, Lieja o Basilea) hasta Kiev (y más allá, alcanzando el mar Negro).
El gobierno bielorruso ha anunciado un programa, ya en marcha, para la restauración de este canal, que se prolongará durante varios años.

## Hidrometría
El caudal del río se ha observado durante 20 años (1965-84) en la ciudad de Mózyr, una pequeña ciudad situada en la región bielorrusa de Gómel, a unos 120 km de la confluencia con el río Dniéper.
En Mózyr, el caudal interanual medio observado en este período fue de 455 m³/s para una cuenca hidrográfica de 101 000 km², lo que supone el 83% del total de la cuenca. El coeficiente de escurrimiento que pasa por esta parte de la cuenca, de lejos la más importante, asciende así a 142 mm anuales, lo que puede considerarse como un cálculo muy moderado.
El Prípiat es un río alimentado en gran parte por las nieves, de manera que tiene un régimen nivo-pluvial de llanura que presenta, en términos generales, dos estaciones. Las aguas altas se dan de marzo a mayo, lo que se corresponde con el deshielo de las nieves de su cuenca. Desde finales de mayo, el caudal del río baja rápidamente, dando lugar así al período de aguas bajas, que ocurre entre julio y febrero, pero con la reanudación del flujo a finales de otoño y principios del invierno (noviembre-enero), lo que refleja las precipitaciones significativamente mayores durante esa temporada. Pero el río sigue durante todo el período llamado de "aguas bajas" con un caudal muy fuerte, con los muchos y enormes pantanos de Pinsk actuando como amortiguadores.
El flujo mensual promedio observado en septiembre (el mínimo del estiaje) es de 249 m³/s, esto es, más de una quinta parte del flujo medio del mes de abril (1214 m³/s), lo que refleja la amplitud relativamente moderada de las variaciones estacionales. En el período de observación de 20 años, el flujo mínimo mensual fue de 110 m³/s (octubre), mientras que el flujo mensual máximo fue de 3310 m³/s (abril).
| Caudal medio mensual del Prípiat en la estación hidrológica de Mózyr (Datos calculados en 20 años, 1965-84 años, en m³/s) |
| |